# Max Kuß
Max Kuß foi um político alemão. Ele nasceu em Frankfurt (Oder) em 21 de outubro de 1903.
Na época após o fim da Segunda Guerra Mundial, ele era o presidente da filial do KPD em Coburg. Ele foi eleito para a Assembleia Estatal Constituinte da Baviera na eleição estadual da Baviera de junho de 1946, apresentando-se como candidato do KPD no círculo eleitoral da Francónia Superior/Francónia Central. O KPD apresentou Kuß novamente como candidato nas eleições estaduais da Baviera de dezembro de 1946.
Max Kuß morreu em Coburg em 1 de maio de 1976.